# Carolus dukei
Carolus dukei är en tvåhjärtbladig växtart som först beskrevs av José Cuatrecasas och Croat, och fick sitt nu gällande namn av W.R.Anderson. Carolus dukei ingår i släktet Carolus och familjen Malpighiaceae. Inga underarter finns listade i Catalogue of Life.